# The Lucky Transfer
The Lucky Transfer é um filme mudo de drama curta dos Estados Unidos de 1915, dirigido por Tod Browning. Foi o filme de estreia de Browning como diretor.

## Elenco
- Mary Alden - Helen Holland
- Tom Wilson - Ford
- Thomas Hull - Ransom
- Vester Pegg
- Margery Wilson
- Jack Hull - Jim Dodson
- William Lowery - Fields, o detetive
- Sydney Lewis Ransome (como Doc Ransome)
- William Hinckley (não creditado)